# Tokudaia tokunoshimensis
Il ratto spinoso di Tokunoshima (Tokudaia tokunoshimensis  Endo & Tsuchiya, 2006) è un roditore della famiglia dei Muridi endemico dell'isola di Tokunoshima, nelle Isole Ryukyu.

## Descrizione

### Dimensioni
Roditore di medie dimensioni, con la lunghezza della testa e del corpo tra 141 e 170 mm, la lunghezza della coda di 117,5 mm, la lunghezza del piede tra 37 e 38 mm, la lunghezza delle orecchie tra 33 e 35 mm.

### Aspetto
Le parti superiori sono marroni scure cosparse densamente di rigidi peli spinosi grigio scuri o nerastri mentre le parti ventrali sono grigio chiare con dei riflessi giallo-brunastri. Le orecchie sono grandi e rotonde. La coda è più corta della testa e del corpo, nerastra sopra e bianca sotto. Il cariotipo è 2n=45 FN=54.

## Biologia

### Comportamento
È una specie terricola.

## Distribuzione e habitat
Questa specie è endemica dell'isola di Tokunoshima, nelle Isole Ryukyu, Giappone.
Vive nelle foreste secondarie a foglia larga, sebbene sia stata osservata anche in foreste primarie. Non è presente nelle piantagioni

## Conservazione
La IUCN Red List, considerato l'areale limitato e frammentato e il continuo declino nella qualità del proprio habitat, classifica T.tokunoshimensis come specie in pericolo (EN).